# Wakacje cyborga
Wakacje cyborga – wydana w roku 1968 antologia francuskich opowiadań fantastycznych. Wyboru opowiadań dokonał Julian Rogoziński. Książkę wydały Iskry w ramach serii wydawniczej Fantastyka-Przygoda.  
Antologia obejmuje opowiadania wydane na przestrzeni XX wieku.

## Opowiadania
- J.-H. Rosny – Inny świat (Un autre monde)
- Gustave Le Rouge – Z "Więźnia na Marsie" (Le Prisonnier de la planète Mars)
- Maurice Renard – Człowiek o przenikalnym ciele (L'homme au corps subtil)
- Jacques Sternberg – Cel (Le but)
- Jacques Sternberg – Co to? (Quoi?)
- Jacques Sternberg – Kontrola paszportów (Vos passeports, messieurs)
- Jacques Sternberg – Wesołych wakacji (Bonnes vacances)
- Herve Calixte – Pan, Pani i zwierzątko (Monsieur, madame et la petite bête)
- Jean Paulhac – Muzyka przede wszystkim (De la musique avant toute chose)
- Nathalie Henneberg – Wakacje Cyborga (Les vacances du Cyborg)
- Luc Vigan – Cyntia (Le femme modèle)
- Fernand François – Praca to rozkosz (Travailler est un vrai plaisir)
- Michel Ehrwein – Powrót z gwiazd (Le retour des étoiles)
- Stefan Wul – Igraszki westalek (Les jeux des vestales)
- Pierre Versins – Jabłko (Ma pomme)
- Claude Veillot – W innym kraju (En un autre pays)